# Хербарий
Хербарий (от лат. herba – трева) e колекция от изсушени растения, която се използва за научноизследователски и учебни цели. Растенията се монтират върху картонени листа, като върху етикет се отбелязва видовата принадлежност на растението, кога и къде е събрано, от кого е събрано и определено. Хербарните колекции имат важно значение за изследването на флората.